# Chausey
Chausey – grupa francuskich wysp na kanale La Manche, w zatoce Mont-Saint-Michel, położona około 15 km na zachód od miasta Granville. Pod względem administracyjnym wyspy stanowią część gminy Granville, w departamencie Manche, w Normandii.
Występują tu silne pływy morskie. Liczba wysp archipelagu waha się od 52 podczas przypływu do 365 podczas odpływu. Największa z nich nosi nazwę Grande-Île i posiada połączenie promowe z Granville.

## Historia
W 1022 roku książę Normandii Ryszard II przekazał wyspy na własność mnichom z klasztoru Mont Saint-Michel. Mnisi wznieśli tu opactwo i kościół, opuszczone w XVI wieku po serii wtargnięć angielskich. W 1599 roku Francuzi zbudowali na wyspie Grande-Île fort, zniszczony przez Anglików w 1694 roku, odbudowany w 1738 roku i ponownie zniszczony w 1744 roku. Podobny los spotkał ulokowaną na południowo-wschodnim krańcu wyspy fortecę z 1757 roku wkrótce po jej ukończeniu. W 1866 roku z polecenia Napoleona III w jej miejscu wzniesiona została twierdza gwiaździsta. Podczas I wojny światowej mieściło się w niej więzienie dla Niemców i Austriaków, a podczas II wojny światowej stacjonował na niej niewielki garnizon niemiecki. Ruiny starego fortu z XVI wieku nabył w 1922 roku Louis Renault, który podjął się jego renowacji, a ten z czasem zyskał nazwę „zamku Renault” (château Renault).
W szczytowym okresie, który przypadł na I połowę XIX wieku, zamieszkanych było 37 spośród wysp archipelagu, a populacja sięgała 500 osób. Z tego okresu pochodzą latarnia morska (1847) oraz kaplica (1850). Od końca XIX wieku wyspy uległy stopniowemu wyludnieniu. W latach 80. XX wieku zaczął się tu rozwijać sektor turystyczny.
Od 1976 roku wyspy znajdują się pod ochroną konserwatorską (site classé), w 2004 roku wyznaczone zostały jako obszar mający znaczenie dla Wspólnoty (site d’intérêt communautaire), a w 2005 roku obszar specjalnej ochrony ptaków (zone de protection spéciale).